# 土库武趾虎属
土库武趾虎属（学名：Tukutuku）是澳洲蜥虎科的一属。

## 下属物种
本属包括以下物种：
- Tukutuku rakiurae (Thomas, 1981)